# Kambu Maqu
Kambu Maqu (kinesiska: Kangbu Maqu, 康布麻曲) är ett vattendrag i Kina. Det ligger i den autonoma regionen Tibet, i den sydvästra delen av landet, omkring 310 kilometer sydväst om regionhuvudstaden Lhasa.